# وریان پسکه
وَریان پَسکه (فرانسوی: Varian Pasquet‎؛ زادهٔ ۲۹ ژوئیهٔ ۱۹۹۹) بازیکن راگبی ۷ نفره اهل فرانسه است.
وی همچنین در تیم ملی راگبی ۷ نفره فرانسه بازی کرده است.
وی در مسابقات کشوری و بین‌المللی در مجموع برندهٔ ۱ مدال طلا شده است.